# Зенсбахтал
Зенсбахтал (њем. Sensbachtal) општина је у њемачкој савезној држави Хесен. Једно је од 15 општинских средишта округа Оденвалд. Према процјени из 2010. у општини је живјело 1.005 становника. Посједује регионалну шифру (AGS) 6437015.

## Географски и демографски подаци
Зенсбахтал се налази у савезној држави Хесен у округу Оденвалд. Општина се налази на надморској висини од 468 метара. Површина општине износи 33,9 km². У самом мјесту је, према процјени из 2010. године, живјело 1.005 становника. Просјечна густина становништва износи 30 становника/km².